# Sébastien Carabin
Sébastien Carabin (Verviers, 28 maart 1989) is een Belgisch mountainbiker, crossduatleet en -triatleet.

## Levensloop
Bij de jeugd werd hij als het grootste talent van België in zijn generatie beschouwd. Zo won hij als junior zowel in 2006 als 2007 de Franse topklassieker Roc d'Azur. Als junior won hij in België vooral kleinere wedstrijden. Bij de beloften wist hij zich echter door te ontwikkelen. Zo wist hij in 2009 tijdens de prestigieuze L’Hexagonal een 3de plaats in het eindklassement te bemachtigen. Een seizoen later wist hij tijdens het Europees kampioenschap een 4de plaats uit de brand te slepen. Ook was er een Belgische titel. Het daaropvolgende jaar was Carabin laatstejaars Belofte. Hij wist tijdens de Wereldbeker mountainbike van het Amerikaanse Windham hij voor het eerst in zijn carrière op een WB-podium te belanden, hij werd er 3de.
In 2012 werd de 23-jarige Carabin prof bij Lingier Versluys. Zijn eerste profjaar bracht niet wat hij er van verwachtte, en hij zette daarom in 2013 de stap naar het bescheiden Merida Wallonie, waar hij kopman werd. Bij dit team groeide hij vooral uit tot marathonspecialist, met als voorlopig hoogtepunt zijn Belgische titel in 2014. 
In 2023 werd hij wereldkampioen crossduatlon te Ibiza en in 2022 behaalde hij zilver op het WK in Târgu Mureș. Ook behaalde hij goud in 2022  op de Europese kampioenschappen te Bilbao.

## Overwinningen

### Cross Country
| Seizoen | Wereldbeker | Kampioenschappen | Overige                    | Totaal aantal zeges |
| ------- | ----------- | ---------------- | -------------------------- | ------------------- |
| 2012    |             |                  | Braine L'Alleud            | 1                   |
| 2013    |             |                  | Barcelona, Braine L'Alleud | 2                   |
| 2014    |             |                  | Dinant, Eupen, Istanbul    | 3                   |
| 2015    |             |                  | Dinant, Eupen, Csömör      | 3                   |

### Marathon
2013
- Raid Hautes Fagnes Malmedy
- Raid Vélomag Mont-Sainte-Anne

2014
- Roc des Ardennes
- 2e etappe Belgian Mountainbike Challenge
- 3e etappe Belgian Mountainbike Challenge
- Eindklassement Belgian Mountainbike Challenge
- Belgisch kampioenschap

Armstrong · Baratto · Bueken · Carabin · Dechesne · Gremelpont · Haag · Peelaers · Pineda · Poppe · Rouet · Sciascia · Seny · Thomé · Van Craen · Van de Maele · Vansumere · Vekeman · Vessey · Ydens · Catania (stagiair) · Leten (stagiair)
Anderberg · Andersson · Carabin · Cools · D'Angelo · De Sy · De Ville · Decoster · Elliott · Haag · Kørner · Lamb · Lewis · Pagnaer · Petit · Slagmulders · Walsh